# Christian 5.
Christian 5. (15. april 1646 – 25. august 1699) var konge af tvillingrigerne Danmark og Norge fra 1670 til 1699. Han var søn af Frederik 3. og tilhørte den oldenborgske slægt.
Christian 5. forsøgte forgæves at generobre Skåne, Halland og Blekinge, som var blevet annekteret af Sverige i hans fars tid. Derimod havde han mere held med at etablere kolonier i Afrika og Caribien som led i den danske trekantshandel. Indenrigspolitisk gennemførte han gennemgribende reformer af lovgivningen gennem Danske Lov og Norske Lov, samt af adelstanden, landmålingen, politiet, købstædernes rettigheder og kirkelivet.

## Fødsel og opvækst
Christian 5. blev født den 15. april 1646 på Duborg Slot i Flensborg i Hertugdømmet Slesvig som ældste søn af den senere kong Frederik 3. og dronning Sophie Amalie af Braunschweig-Lüneburg. Han blev døbt samme dag af den kongelige konfessionarius Peder Jespersen. Hans farmor enkedronning Charlotte Amalie bar som gudmor prinsen under dåben.
Hans farfar Christian 4. døde, da han var halvandet år gammel, og efter flere måneders forhandlinger valgte rigsrådet hans far til konge. I 1655 blev han ni år gammel hyldet som tronfølger. Som 18-årig fik han som tronfølger sæde i statsrådet.

## Ægteskab og familie
Han giftede sig den 25. juni 1667 på Nykøbing Slot på Falster med Charlotte Amalie af Hessen-Kassel, datter af landgreve Vilhelm 6. af Hessen-Kassel og Hedvig Sophie af Brandenburg.
Fire år senere indkvarterede han sin 16-årige officielle elskerinde Sophie Amalie Moth i umiddelbar nærhed af Københavns Slot. Dronningen fødte kongen syv børn og elskerinden fem, som han åbent vedkendte sig. Som tak blev Sophie Amalie udnævnt til grevinde af Samsø. Øen som rigskansler Griffenfeld mistede, da han blev styrtet.

## Regeringstid

### Tronbestigelse
Den 9. februar 1670 døde Kong Frederik 3. 60 år gammel på Københavns Slot efter en regeringstid på knap 22 år. Ved faderens død trådte arvefølgebestemmelserne i Kongeloven fra 1665 for første gang i kraft, og den 24-årige arvekonge Christian 5. besteg i det øjeblik hans far udåndede den dansk-norske trone som rigernes anden enevældige konge. Da han havde arvet tronen, skulle han ikke krones, men salves. Det skete den 7. juni 1671 i Frederiksborg Slotskirke, der herefter blev den fremtidige ramme om salvingerne af Danmark-Norges monarker under enevælden. Til salvingen lod kongen som konsekvens af enevældens indførelse i 1660 og ønsket om at have synlige tegn på sin arvede ret til tronen i al hemmelighed udføre nye kroningsregalier. Samtidig fik han også lavet en tronstol af narhvalstand for at give den første enevældige konges tronbestigelse så megen glans som muligt, samtidig med at de ved denne højtidelighed benyttede pragtsager betegnede et tydeligt brud med fortiden. Det er disse kronregalier, krone, scepter, sværd og rigsæble, der blev benyttet første gang ved Christian 5.’s salving, som siden blev benyttet af alle enevældskongerne ved deres kroninger, sidste gang af Christian 8. i 1840, og som endnu er i brug ved kongens castrum doloris.

### Skånske Krig
Da Christian 5. blev konge, stod muligheden for at genvinde de gamle danske landområder øst for Øresund (Skåne, Halland, Blekinge), som Frederik 3. havde mistet ved Roskildefreden i 1658, øverst på dagsordenen. Som forberedelse hertil besluttede kongen kort efter sin tronbestigelse at oprette et nationalt rytteri efter svensk forbillede. For at gennemføre dette projekt blev der nedsat nogle kommissioner, som med udgangspunkt i krongodset skulle udpege gårde, der kunne egne sig som grundlag for rytteriet. Hver rytter skulle underholdes af enheder på 8 tønder hartkorn omfattende en eller flere gårde. På Sjælland blev oprettet et regiment omfattende 8 kompagnier på grundlag af 1.089 gårde med i alt 8.712 tønder hartkorn. Rytterbønderne blev fritaget for skatter, afgifter og arbejdsforpligtelser og for udskrivning til fodfolket. På omkring halvdelen af gårdene var det bonden selv eller hans søn, der påtog sig rytterhvervet, for de øvriges vedkommende blev udpeget en fremmed, en husmand eller en professionel soldat.
I 1675 erklærede kongen krig mod Sverige (den Skånske Krig). Angrebet på Skåne blev indledt i foråret 1676. Kongen deltog selv i flere slag. I juni 1676 lykkedes det at slå svenskerne tilbage til søs, at erobre Gotland og at foretage en landgang ved Helsingborg. Efter seks ugers felttog var Helsingborg, Landskrona og Kristianstad på danske hænder. Kun Malmøhus modstod belejringen. Svenskerne trak sig tilbage til Småland for at få forstærkning.
Da Karl 11. af Sverige vendte tilbage til Skåne med en forstærket hær, stod Slaget ved Lund den 4. december 1676, det blodigste slag i Nordens historie, der kostede over 8.300 livet. Svenskerne forsøgte at afskære danskerne fra forbindelsen med Sjælland og selv foretage en landgang der, men ved søslaget i Køge Bugt den 1. juli 1677 tilføjede Niels Juel den svenske flåde et stort nederlag. Derefter fortsatte krigen i Skåne med udfald fra Norge ind i Sverige og et mislykket forsøg på at genvinde det svensk besatte Rügen. Et forsøg på at komme Kristianstad til undsætning mislykkedes, og byen overgav sig til svenskerne. Til gengæld lykkedes det danskerne at slå svenskerne i Nordtyskland og erobre den stærke svenske fæstningsby Stralsund.
Efterhånden bredte krigstrætheden sig, og der kom fredsforhandlinger i gang. Danmark stod stærkt: man havde besat Gotland, Helsingborg og Landskrona, sammen med brandenburgerne kontrollerede man store dele af Sveriges hidtidige nordtyske besiddelser. Ved indledningen af fredsforhandlingerne ønskede Danmark besiddelsen af sine erobringer anerkendt, men Frankrig ønskede ikke at styrke Danmark og Brandenborg. For at presse danskerne og brandenborgerne rykkede den franske konge ind i Tyskland, helt frem til Oldenburg, og krigen endte med, at Frankrig i 1679 dikterede en fred gående ud på, at freden fra 1660 skulle stå ved magt. Som et særligt resultat blev det aftalt, at Frederik 3.s og Sophie Amalies datter, Ulrikke Eleonora, skulle giftes med kong Karl 11., hvilket var ham en stor glæde, da hun var blevet lovet ham inden krigen, og han havde savnet hende lige siden.

### Griffenfeld
Den mest magtfulde af kongens mænd var rigskansler Griffenfeld, hvis voksende magt skaffede ham mange fjender. Svenskerne var forbundsfæller med stormagten Frankrig, og Griffenfeld ønskede for enhver pris at undgå sammenstød med Frankrig. I 1676 blev Griffenfelds forbindelser med franskmændene afsløret, og kongen lod ham fængsle og anklage for højforræderi og majestætsfornærmelse. En ransagning af Griffenfelds skrivebord afslørede, at han i sin dagbog havde noteret: "Kongen svarede den franske gesandt som et barn". Kongen havde tidligere skriftligt advaret ham mod at afgøre sager uden om ham og begunstige egne yndlinge og modtage bestikkelse. Griffenfeld blev dødsdømt og ført til retterstedet – han skulle halshugges på pladsen foran Kastellets kirke. Men i sidste øjeblik ændrede kongen straffen til livsvarigt fængsel, som han afsonede med fire år i Kastellet og resten på fæstningen Munkholm på en ø ud for Trondheim. Det var Griffenfelds mor, der havde bedt om en bedre bolig til sin søn. Griffenfeld levede i Trondheim til sin død i 1698.

### By- og fæstningsanlæg
Nederlaget i Skånske krig resulterede i anlægget af Christianshavns vold til beskyttelse af hovedstaden. Københavns centrum blev flyttet fra den plørede middelalderplads Gammeltorv til Kongens Nytorv fra 1670, hvor der rejstes en rytterstatue af kongen.
Nyhavn blev udgravet fra 1671 til 1673 som et alternativ til havnen, og Christian 5. indviede "Nyhavnskanalen".
I 1684 besluttede Christian 5. at bygge et fæstningsanlæg nord for Bornholm på øerne omkring den naturlige havn mellem Kirkeholmen og Bodholmen. Fæstningen kom til at hedde "Christiansø"

### Gottorp
Ved Roskildefreden var den gottorpske del af Slesvig blevet frigjort fra dansk overherredømme, og den gottorpske hertug havde allieret sig med Sverige. I 1675 angreb Christian 5. Gottorp og tog sin svoger, hertug Christian Albrecht, til fange. Ved afslutningen af Den skånske Krig måtte den danske krone efter fransk krav slippe Gottorp igen. I 1684 søgte kongen på ny at indlemme Gottorp i riget, men i 1689 måtte han ved Altona-forliget opgive indlemmelsen.

### Den nye rangorden
Den 25. maj 1671 indførte Christian 5. ny rangorden med to nye adelsklasser: man kunne opnå titel af greve, hvis man ejede mindst 2.500 tønder hartkorn, og titel af friherre (baron), hvis man ejede mindst 1.000 tønder hartkorn. Det vigtigste ved disse nye standsbetegnelser var, at de stod over den gamle adelsstand og ikke beroede på denne; enhver borger kunne nu i princippet blive greve eller friherre. Det var en betingelse, at det gods, som tilhørte grever og friherrer, ikke måtte sælges eller deles ved arv, men udelt overdrages den ældste søn (og i tilfælde af, at der ingen sønner var, skulle det tilfalde kronen). Til de nye rangklassers særrettigheder hørte udstrakt skattefrihed (dog ikke for bøndergodset) og ret til selv at forestå retsudøvelsen over sit gods.

### Danske Lov og Norske Lov
Allerede den 26. januar 1661 havde Frederik 3. nedsat en kommission, der skulle gennemgå al hidtidig lovgivning med henblik på en reform. Processen tog tid, og først i 1683 udstedte Christian 5. "Danske Lov", der indledte enevældens generelle humanisering af straffene. Med undtagelse for majestætsfornærmelse, der medførte dødsstraf. Blandt lovens bestemmelser kan nævnes DL 5-10-48, hvori bestemmes, at "Ingen Landsbyer eller Bøndergaarde må ødelægges for at forbedre Sædegaards Avling med". Denne bestemmelse medførte, at der i hele perioden frem til 1770 kun 1,6%af landets hartkorn blev nedlagt som bondejord.
På lignende måde gennemførtes "Norske Lov", der sikrede Norge som en egen stat med egen ret.

### Matriklen 1688
Ligeledes gennemførtes en landsomfattende ny matrikulering af al jord i riget til afløsning for de tidligere til dels mangelfulde matrikuleringer fra 1662 og 1664. Ordningen hvilede på en opmåling af alle jordlodder forbundet med en vurdering af dens ydeevne som grundlag for beregning af dens hartkorn. I løben af tre år, 1681-1683 opmåltes al agerjord på øerne bortset fra Bornholm samt i Nørrejylland ned til Kongeåen.
1682 indførtes ligeledes et politimesterembede. Under politiet henlagdes trafik-, brand- og censurspørgsmål, almindelig ro og orden samt ordning af lavsvæsenet.

### Merkantilisme
I overensstemmelse med tidens merkantilistiske tankegang støttedes handelskompagnier og manufakturer. I 1670 genoprettedes Det Ostindiske Kompagni, året efter Det Vestindiske Kompagni, som fra 1672 havde Sankt Thomas som handelsstation og i 1674 tillige fik overdraget administrationen af Guinea. Særlig betydning fik det, da slavehandelen i 1690-erne blomstrede op. Yderligere nedsattes tolden på varer fragtede med danske skibe, danske handlende fik eneret på handel mellem Danmark og Norge, og udenlandske handlende fik forbud mod at fragte danske varer.
Ved købstadsforordningen af 1682 bestemtes, at kun København og de 25 største steder: Korsør, Køge, Helsingør, Næstved, Holbæk, Kalundborg, Nyborg, Odense, Fåborg, Svendborg, Kerteminde, Assens, Rudkøbing, Nakskov, Sakskøbing, Bandholm (Maribos ladeplads), Nykøbing Falster, Rønne, Fredericia, Ålborg, Aarhus, Ribe, Horsens, Ringkøbing og Varde måtte drive udenrigshandel, men ordningen blev reelt ophævet igen allerede i 1689, idet det nu blev tilladt alle at handle på udlandet, hvis blot man anvendte indenlandske skibe.
Ligeledes blev der gjort tiltag til oprettelse af sæbesyderier, en papirfabrik, jernværker og tekstilmanufakturer, i det store og hele dog med beskeden fremgang. For at fremme manufakturerne gennemførtes nyordning af lavsvæsenet i 1681 og 1682 således, at udlændige og dygtige håndværkere kunne optages.

### Kirkeordenen
I 1685 udsendtes som supplement til Danske Lovs almindelige bestemmelser om kirkers indretning Kirkeritualet om præsters opgaver, afholdelse af gudstjenester og andagter, der var en revideret udgave af Kirkeordinansen af 1539, desuden Kirketugtforordningen, i 1688 Alterbogen med bestemmelser om hvilke bibeltekster, der skulle anvendes dag efter dag og søndag efter søndag gennem kirkeåret, og i 1699 udkom en autoriseret Salmebog med de salmer, som skulle bruges af alle.

### Død og begravelse
Den 19. oktober 1698 afholdt Christian 5. en parforcejagt i Dyrehaven. Ved middagstid holdt kongen, hans halvbroder Ulrik Frederik Gyldenløve og kongens to sønner en pause i Hubertushuset. Men der kom hurtigt nys om, at der var en hjort i nærheden, som var omringet og udmattet af hundene. Kongen drog af sted med det samme for at give dyret dødsstødet, men ramte ikke, og hjorten sparkede ham, så han døde 25. august året efter på Københavns Slot. Hjortens opsats fremvises stadig på Rosenborg Slot.
Kongen blev efterfulgt af sin søn, Frederik 4. Christian 5. blev gravsat i Roskilde Domkirke, hvor billedhuggeren Johan Christopher Sturmberg udførte de to overdådige marmorsarkofager til ham og dronning Charlotte Amalie, som er placeret i domkirkens kor.

## Titler, prædikater og æresbevisninger

### Fuld officiel titel
- 1670–1699: Af Guds Nåde Konge til Danmark og Norge, de Venders og Gothers, Hertug udi Slesvig, Holsten, Stormarn og Ditmarsken, Greve udi Oldenborg og Delmenhorst.[21]

## Børn
| Navn                                  | Født                                  | Død                                   | Bemærkninger |
| Med Charlotte Amalie af Hessen-Kassel | Med Charlotte Amalie af Hessen-Kassel | Med Charlotte Amalie af Hessen-Kassel | Med Charlotte Amalie af Hessen-Kassel                                                                               |
| ------------------------------------- | ------------------------------------- | ------------------------------------- | --- |
| Frederik 4.                           | 11. oktober 1671                      | 12. oktober 1730                      | Konge af Danmark og Norge 1699 – 1730 Gift 5. december 1695 med Louise af Mecklenburg-Güstrow                       |
| Christian Vilhelm                     | 1. december 1672                      | 25. januar 1673                       | Begravet i Roskilde Domkirke                                                                                        |
| Christian                             | 25. marts 1675                        | 27. juni 1695                         | |
| Sophie Hedevig                        | 28. august 1677                       | 13. marts 1735                        | |
| Christiane Charlotte                  | 18. januar 1679                       | 24. august 1689                       | Begravet i Roskilde Domkirke                                                                                        |
| Carl af Danmark                       | 26. oktober 1680                      | 8. juni 1729                          | |
| Vilhelm                               | 21. februar 1687                      | 23. november 1705                     | |
| Med Sophie Amalie Moth                |                                       |                                       | |
| Christiane Gyldenløve                 | 7. juli 1672                          | 12. september 1689                    | Gift 8. november 1686 med grev Frederik Ahlefeldt til Tranekær og Gråsten                                           |
| Christian Gyldenløve                  | 28. februar 1674                      | 16. juli 1703                         | Gift 1. gang 27. november 1696 med Charlotte Amalie Danneskiold-Laurvig Gift 2. gang 27. maj 1701 med Dorothea Krag |
| Ulrik Christian Gyldenløve            | 1678                                  | december 1719                         | |

## Fodnoter
1. 1 2  Under enevælden (1660–1848) blev de danske konger formelt ikke kronede, men blot salvede af kirken, da de som arvekonger blev anset for at have fået deres magt fra Gud, og intet menneske derfor havde ret til at sætte kronen på deres hoveder. I daglig tale blev denne ceremoni dog også i samtiden omtalt som kroning.[1]